# Abercarn
Abercarnⓘ é uma pequena cidade e comunidade na área principal de Caerphilly, País de Gales, 16 quilômetros a noroeste de Newport na rodovia A467 entre Cwmcarn e Newbridge, nos limites históricos de Monmouthshire.

## História
A propriedade de Abercarn pertencia ao gerente de uma forja dedicada ao processamento de ferro Richard Crawshay; em 1808, ela a passou para seu genro, o industrial e político Benjamin Hall.
O distrito esteve tradicionalmente associado às minas de carvão mineral, à produção de aço e folha de flandres da região carbonífera do sul do País de Gales e vales do Sul de Gales, atualmente, todas já desativadas. A cidade, situada na parte central do vale do rio Ebbw, fica no flanco sudeste da outrora grande região de mineração de Glamorgan e Monmouthshire.
Em 11 de setembro de 1878, na Prince of Wales Colliery, uma explosão subterrânea matou 268 mineiros.

## Governo local

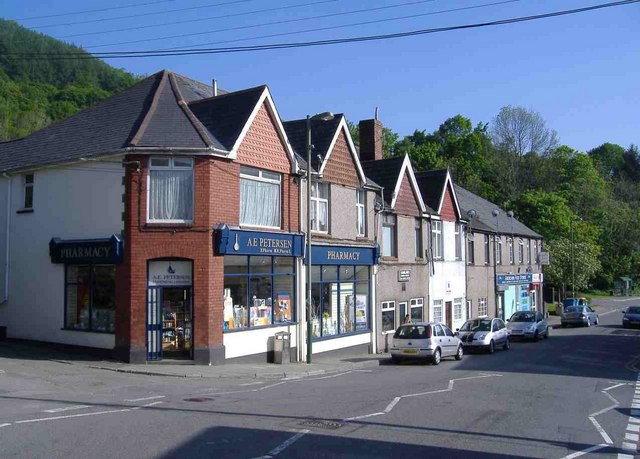
Rua principal de Abercarn

A área fez parte da antiga comunidade de Monmouthshire, em Mynyddislwyn, até o final do século XIX. Em 1892, foram criados um conselho local de saúde (Local Boards of Health) e um governo distrital local de Abercarn. Isto fez de Abercarn um distrito urbano em 1894, governado por um conselho urbano do distrito composto de doze membros. Em decorrência da Lei do Governo Local de 1972, o distrito urbano foi abolido em 1974, tornando-se parte do borough de Islwyn, no condado de Gwent. Uma nova organização governamental local, em 1996, colocou a comunidade na área principal de Caerphilly. O antigo distrito urbano correspondia às comunidades de Abercarn, Crumlin e Newbridge.

## Esportes
Abercarn é o lar do Abercarn Rugby Club, membro da União de Rugby Galesa, e do Abercarn United Football Club, que joga na primeira divisão da Liga do Condado de Gwent.

## Transporte

### Transporte público
A cidade é servida pelos serviços da Stagecoach South Wales, incluindo:
- X15 (de Newport a Brynmawr)
- 151 gold (de Newport para Blackwood Interchange)

### Transporte ferroviário
A cidade fica entre a estação ferroviária de Newbridge e a estação ferroviária de Crosskeys, sendo a última um pouco mais próxima das duas. Ambas ficam a aproximadamente quatro minutos de carro ou trinta minutos a pé. A cidade era servida anteriormente pela estação ferroviária de Abercarn, que fechou para passageiros em abril de 1962.

## Militarismo
Após a formação da Força Territorial em 1908, a Companhia de Cadetes Territoriais de Abercarn foi formada na Força de Cadetes do Exército. Após sua formação, a companhia foi designada para o 2.º Batalhão, Regimento de Monmouthshire. Em 1912, a companhia foi afiliada ao recém-formado 1.º Batalhão de Cadetes, o Regimento de Monmouthshire.

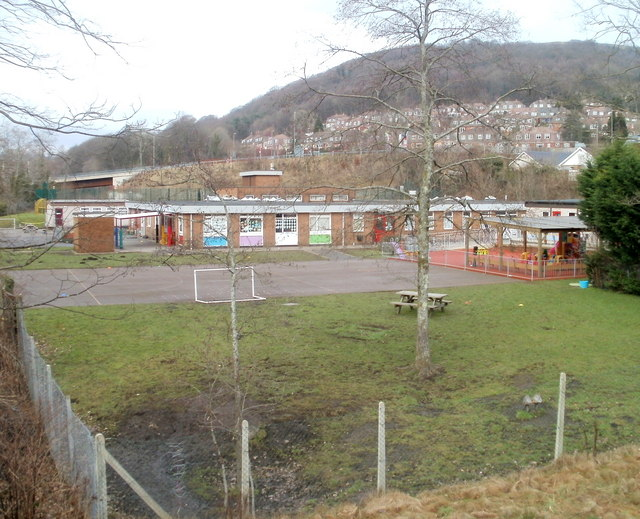
Escola primária em Abercarn

## Educação
- Escola primária de Abercarn[12]
- Ysgol Gymraeg Cwm Gwyddon (escola de ensino médio galês)[13]